# I Want You to Get Back Home
I Want You to Get Back Home – czwarty album studyjny zespołu Mr. Gil. Został wydany w 2012 roku, nakładem wytwórni Metal Mind Productions.

## Lista utworów
Źródło:
1. "Time" - 4:25
2. "Our Shoes" - 3:24
3. "In Your Heart" - 6:01
4. "Find Me" - 5:03
5. "Change Your Name" - 5:49
6. "Fix My Arms" - 4:35
7. "Start Again" - 5:04
8. "Goodnight" - 5:38
9. "Come Home" - 5:29

## Twórcy
Źródło: 
- Mirosław Gil – gitary
- Karol Wróblewski – śpiew
- Konrad Wantrych – fortepian, instrumenty klawiszowe
- Paulina Druch – wiolonczela